# روبرتو روسو (ملحن)
روبرتو روسو (بالإيطالية: Roberto Russo)‏ هو ملحن وعازف بيانو إيطالي، ولد في 19 نوفمبر 1966.